# Wilhelmsburg (Austria)
Wilhelmsburg è un comune austriaco di 6 526 abitanti nel distretto di Sankt Pölten-Land, in Bassa Austria; ha lo status di città (Stadtgemeinde).